# Cyclosorus affinis
Cyclosorus affinis là một loài thực vật có mạch trong họ Thelypteridaceae. Loài này được (Fée) Christenh. mô tả khoa học đầu tiên năm 2009.